# Ксенофон Золотас
Ксенофон Золотас (грец. Ξενοφών Ζολώτας, 26 березня 1904, Афіни — 10 червня 2004, Афіни) — грецький економіст, голова Центробанку Греції, тимчасово виконував обов'язки прем'єр-міністра Греції.

## Біографія
Ксенофон Золотас народився в Афінах 1904 року. Походив із заможної сім'ї ювелірів, коріння якої сягали дореволюційної Росії. Вивчав економіку в Афінському університеті, а потім навчався в Лейпцигу та Парижі. 1928 року став професором економіки в Афінському університеті, обіймав цю посаду до 1968 року, коли пішов у відставку на знак протесту проти військового режиму чорних полковників, які прийшли до влади в 1967 році. Він був членом ради директорів УНРРА в 1946 році і обіймав керівні посади в Міжнародному валютному фонді та інших міжнародних організаціях в 1946 — 1981 роках.
Ксенофон Золотас служив управляючим Центробанку Греції в 1944—1945 роках, 1955—1967 (коли він пішов у відставку на знак протесту проти режиму), і 1974—1981 роках. Він опублікував багато робіт з грецької та міжнародної економічної тематики. Він вважався прихильником помірною економічної політики, прибічником фінансового консерватизму та валютної стабільності. Золотас відомий також своїми промовами англійською, якими демонстрував внесок грецької мови в англійський лексикон, використовуючи переважно тільки слова грецького походження.
На виборах в листопада 1989 року ані ПАСОК на чолі із Андреасом Папандреу, ані Нова демократія Константіноса Міцотакіса не здобула більшості. У цій ситуації Ксенофон Золотас, будучи у віці 85 років, погодився очолити уряд національної єдності, доки не були проведені нові вибори. Він пішов у відставку, коли на виборах в квітні 1990 року Константінос Міцотакіс здобув незначну більшість голосів.
Ксенофон Золотас все життя був трудоголіком і практикував зимове плавання, навіть досягши дев'яносторічного віку. Помер в Афінах у віці 100 років.
Його книга Economic Growth and Declining Social Welfare висуває ідею, що сучасне економічне зростання супроводжується все більшим виробництвом зайвих, некорисних і навіть дискомфортних речей, до таких відносив зокрема рекламу. З цієї причини сучасний економічний розвиток не може взагалі розглядатися як процес створення умов для подальшого людського щастя. Ця теза цілком узгоджується з ідеями таких авторів, як Річард Істерлін чи Герман Дейлі.